# セルビア国営放送

ロゴ

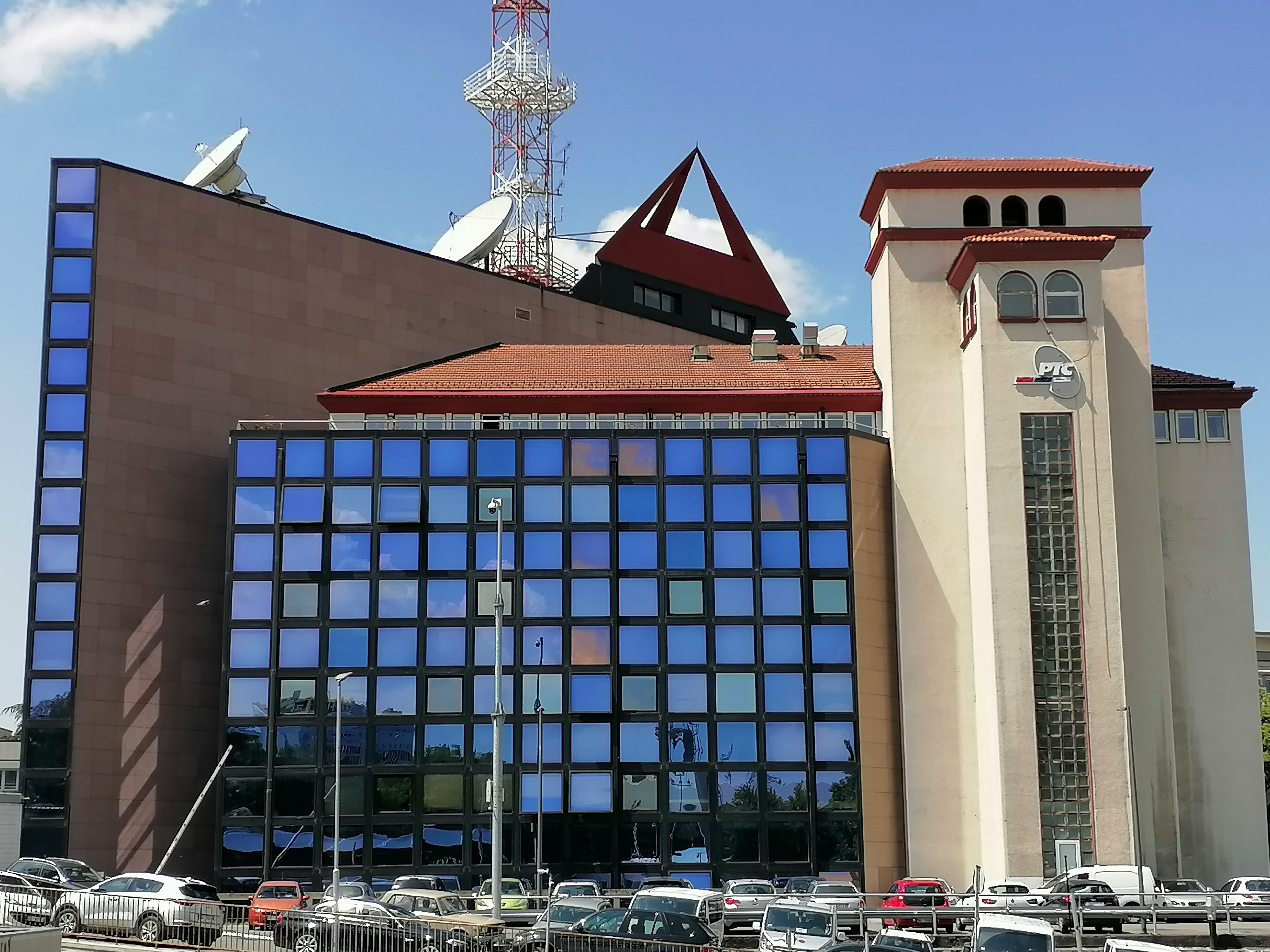
本社

セルビア国営放送（セルビア語: Радио-телевизија Србије、略称РТС、ラテン文字転写RTS）はセルビアの全国放送組織。傘下に5つのテレビ局、ラジオ局を所有し、インターネット・サイト、音楽プロダクション等も運営している。EBU欧州放送連合の正規会員。社会主義国だった1961年からユーロビジョン・ソング・コンテストに参加した他、オリンピック、ウィンブルドン選手権などのスポーツ・エンターテイメントやCBSのCSI:マイアミなどアメリカのテレビドラマも放映していた。

## 歴史
- 1924年2月　ベオグラード郊外のラコヴィカ送信所から、ラジオの試験放送開始。
- 1929年3月24日　ベオグラード放送（Радио Београд）、セルビア科学アカデミービルから本放送開始。*
- 第二次世界大戦中は、ナチス・ドイツの占領により傀儡放送局となり、セルビア語でプロパガンダ放送を行った。
- 1944年1月10日　ベオグラードが解放されると、セルビア人の手に戻った。
- 1956年7月10日　ニコラ・テスラ生誕百周年を機に、テレビ試験放送開始。
- 1958年4月23日　テレビ放送開始。
ラジオ&テレビ・ベオグラード（Радио-телевизија Београд、略称РТБ,ラテン文字転写RTB）に改称。世界で21番目のテレビ局となった。最初の番組は、生放送のニュース。
- 1958年11月29日　連邦構成国の他局と共にユーゴスラビア国営放送（Југословенска радио-телевизија、略称ЈРТ、ラテン文字転写JRT）の傘下となった。呼称はRTVベオグラード（РТВ Београд）。
ЈРТ/JRTグループ放送局は以下の通り。（各共和国の言語が異なるため、各局はそれぞれ独立した法人で、異なる編成を行っていた。）
  - RTVザグレブ（現・HRTクロアチア国営放送）
  - RTVリュブリャナ（現・RTV スロベニア放送）
  - RTVサラエボ（現・BHRT ボスニア・ヘルツェゴビナ放送）
  - RTVスコピエ（現・MRT マケドニア放送）
  - RTVティートグラード（現・RTCGモンテネグロ放送）
  - RTVノヴィサド（現・RTVヴォイヴォディナ放送）
  - RTVプリシュティナ（現・RTKコソボ放送）
- 1971年12月31日　第二テレビ（ТВБ、ラテン文字転写TVB）開局。カラー放送開始。
- 1989年7月1日　若者向けの第三チャンネル開局。
- 1992年1月1日　ユーゴスラビア社会主義連邦共和国崩壊に伴い、各共和国の放送局も協会を離脱。セルビア国営放送（Радио-телевизија Србије、略称РТС、ラテン文字転写RTS）に改称し独立。

## 主なチャンネル
- チャンネルРТБ/RTB（通称ТВБ/TVB）　-　РТС/RTSテレビ 1、2、3、衛星、РТС/RTSラジオ　1、2、3
- チャンネルРТНС/RTNS（ТВНС/TVNS）　-　РТС-НС(RTS-NS)1、2、衛星　→※その後РТВ/RTVに改称
- チャンネルРТП (ТВП) - RTVプリシュティナ　→※独立を認めていないが、事実上RTKコソボ放送となっている。

## 外部サイト
- セルビア国営放送公式サイト